# 臺中市立崇倫國民中學
臺中市立崇倫國民中學簡稱崇倫國中，為臺中市南區的一所市立國民中學，1961年創立。

## 校史
- 1961年5月1日，臺中市政府令設立「臺中市立樹人初中籌備處」。9月6日臺灣省政府正名為「臺中市立第四初級中學」。
- 1962年5月6日遷入現址，但該年度招收新生仍借臺中市西區大同國民小學上課，1963年始全部遷回。
- 1968年實施九年國民義務教育，更名為臺中市立第四國民中學，並指定為藝能及職業學校。
- 1971年7月1日，更名為臺中市立崇倫國民中學。

## 歷任校長
1. 陳志強：1961年9月－1969年8月
2. 熊騰雲：1969年8月－1971年2月
3. 黃世慶：1971年2月－1986年8月
4. 黃明炤：1986年8月－1993年8月
5. 徐志敏：1993年8月－1996年8月
6. 何少華：1996年8月－1998年8月
7. 楊景森：1998年8月－2006年8月
8. 邱志鑫：2006年8月－2013年8月
9. 沈復釧：2013年8月－2021年8月
10. 賴朝榮：2021年8月－現任

## 學區
- 西區
  - 土庫里（第10、15鄰）
  - 土庫里（第3~9、14、16~27、29、31鄰）【為崇倫國中與向上國中共同學區】
  - 大忠里（6~17鄰）
  - 公館里
  - 吉龍里（第9、10、13~38鄰）
- 南區
  - 福平里（第1、5、10~13、16、21~26、30~33鄰）
  - 樹德里（第7~10鄰）
  - 西川里
  - 崇倫里
- 南屯區
  - 豐樂里（第11、23鄰）
  - 大同里【為崇倫國中、向上國中、大業國中共同學區】
  - 大誠里（全里）
  - 大興里
  - 向心（第1~5鄰）
  - 文心【為崇倫國中、向上國中、大業國中與惠文高中國中部共同學區】
  - 同心【其中第1~14鄰為崇倫國中、惠文高中國中部共同學區】

## 外部連結
- 崇倫國中 （页面存档备份，存于）